# Herennius Etruscus
Quintus Herennius Etruscus Messius Decius (n. 227 d.Hr., Panonia, Imperiul Roman – d. 1 iulie 251 d.Hr., Razgrad, Imperiul Otoman) a fost un împărat roman în anul 251, împreună cu tatăl său, Decius.

## Biografie
Herennius s-a născut la Sirmium, în Pannonia, în timpul unei campanii condusă de tatăl lui, Decius. Pe mama lui Herennius o chema Herennia Cupressenia Etruscilla, care era de rang senatorial. În 248, a fost tribun militar împreună cu tatăl său. După victoria asupra uzurpatorului Pacatianus din Moesia, Decius s-a hotărât să pornească el singur o revoltă. Aclamat de armată ca împărat, el l-a învins pe împăratul Filip Arabul la Verona și a preluat puterea. La Roma, Herennius Etruscus a fost numit Caesar în anul 250.
La începutul domniei lui Herennius, goții au atacat provinciile dunărene. În 251, Decius și-a făcut fiul Augustus (co-împărat). În același an, Herennius a fost făcut consul. Cei doi, tată și fiu, au pornit spre Balcani spre a-l învinge pe Cniva, regele goților. Hostilian, fratele mai mic al lui Herennius, a rămas la Roma. Folosind diverse tactici, de retragere și ofensivă, Cniva i-a încurcat pe romani, care au fost prinși la Abrittus în iunie. Herennius a murit străpuns de o săgeată, iar Decius a murit o zi mai târziu. Cei doi au fost primii împărați uciși în luptă cu un popor străin.
La vestea morții celor doi împărați, Trebonianus Gallus a fost declarat împărat, în timp ce la Roma, Hostilian, fiul mai mic al lui Decius, a fost numit în aceeași funcție. Cei doi au domnit împreună până la moartea lui Hostilian de ciumă.